# Фрібур (футбольний клуб)
«Фрібур» (фр. Football Club Fribourg) — швейцарський футбольний клуб з однойменного міста, заснований у 1900 році. Домашні матчі приймає на стадіоні «Св. Леонарда».

## Історія

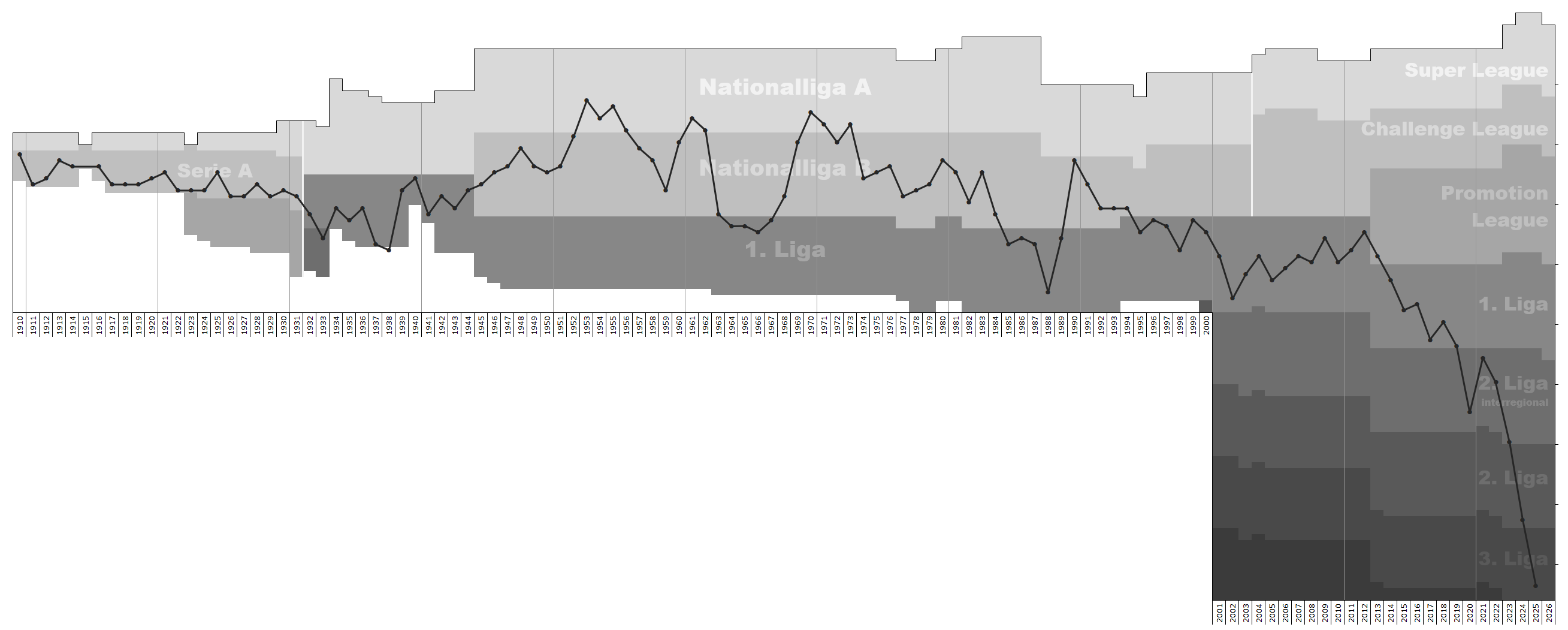
Статистика виступів клубу у чемпіонатах Швейцарії.

Клуб був заснований 1900 року місцевими студентами як футбольний клуб «Технікум» (фр. FC Technicum). У 1904 році клуб вступив до Швейцарської футбольної федерації і змінив назву на «Стелла» (фр. Stella FC).
Дебютував у вищому дивізіоні Швейцарії у сезоні 1909/10. 22 липня 1917 року клуб змінив назву на нинішню назву — «Фрібур». Загалом клуб до 1931 року стабільно виступав у вищому дивізіоні, втім серйозних результатів не здобував. надалі клуб виступав у другому дивізіоні, і лише недовго (у 1952—1956 і 1960—1962 роках) клуб виступав у вищому дивізіоні. Втім саме на цей період припав найвищий результат в історії клубу — фінал Кубка Швейцарії у 1954 році.